# Чемпионат России по фехтованию
Чемпионат России по фехтованию — ежегодное соревнование по фехтованию, проводимое Федерацией фехтования России. Проходят личные и командные соревнования среди мужчин и женщин на рапирах, шпагах и саблях.
Первый чемпионат был проведён в 1993 году. Соревнования по фехтованию на саблях среди женщин входят в программу чемпионатов с 1998 года (за исключением 2000 года, когда они не проводились). В 2020 году турнир, который планировалось провести в Новосибирске, был отменён из-за пандемии коронавирусной инфекции.

## Список победителей в личных первенствах
| Год  | Город           | Рапира мужчины                        | Рапира женщины                            | Шпага мужчины                             | Шпага женщины                         | Сабля мужчины                               | Сабля женщины                             |
| ---- | --------------- | ------------------------------------- | ----------------------------------------- | ----------------------------------------- | ------------------------------------- | ------------------------------------------- | ----------------------------------------- |
| 1993 | Москва          | Ильдар Шаймарданов (Казань)           | Ольга Вощакина (Казань)                   | Павел Колобков (Москва)                   | Татьяна Фахрутдинова (Москва)         | Александр Пантелеев (Санкт-Петербург)       | —                                         |
| 1994 |                 | Владислав Павлович (Москва)           | Ольга Шаркова (Самара)                    | Александр Бекетов (Московская область)    | Снеголь Тишинскас (Москва)            | Александр Ширшов (Москва)                   | —                                         |
| 1995 | Москва          | Дмитрий Шевченко (Москва)             | Елена Гришина (Москва)                    | Герман Юферов (Санкт-Петербург)           | Юлия Гараева (Москва)                 | Александр Ширшов (Москва)                   | —                                         |
| 1996 | Москва          | Владислав Павлович (Москва)           | Татьяна Садовская (Самара)                | Александр Глазунов (Московская область)   | Юлия Гараева (Москва)                 | Григорий Кириенко (Новосибирск)             | —                                         |
| 1997 |                 | Дмитрий Шевченко (Санкт-Петербург)    | Елена Гришина (Москва)                    | Валерий Захаревич (Самара)                | Ольга Стаценко (Ставрополь)           | Сергей Шариков (Москва)                     | —                                         |
| 1998 | Нижний Новгород | Андрей Деев (Москва)                  | Екатерина Юшева (Ростов-на-Дону)          | Александр Елецких (Смоленск)              | Татьяна Логунова (Москва)             | Станислав Поздняков (Новосибирск)           | Елена Жемаева (Самарская область)         |
| 1999 | Москва          | Михаил Криницын (Москва)              | Ольга Величко (Московская область)        | Сергей Кочетков (Москва)                  | Евгения Строганова (Москва)           | Алексей Фросин (Москва)                     | Ольга Макарова (Москва)                   |
| 2000 | Москва          | Вадим Аюпов (Москва)                  | Екатерина Юшева (Ростов-на-Дону)          | Павел Колобков (Москва)                   | Мария Мазина (Москва)                 | Алексей Дьяченко (Москва)                   | —                                         |
| 2001 | Москва          | Руслан Насибуллин (Уфа)               | Ольга Лобынцева (Москва)                  | Павел Колобков (Москва)                   | Татьяна Логунова (Москва)             | Алексей Якименко (Москва)                   | Елизавета Горст (Москва)                  |
| 2002 | Ростов-на-Дону  | Александр Найденов (Москва)           | Екатерина Юшева (Ростов-на-Дону)          | Павел Колобков (Москва)                   | Татьяна Логунова (Москва)             | Станислав Поздняков (Новосибирск)           | Ирина Баженова (Москва)                   |
| 2003 | Москва          | Руслан Насибуллин (Уфа)               | Екатерина Юшева (Московская область)      | Алексей Селин (Московская область)        | Татьяна Логунова (Москва)             | Сергей Шариков (Москва)                     | Софья Великая (Москва)                    |
| 2004 | Саратов         | Руслан Насибуллин (Уфа)               | Юлия Хакимова (Москва)                    | Сергей Кочетков (Москва)                  | Анна Сивкова (Москва)                 | Сергей Шариков (Москва)                     | Ирина Баженова (Москва)                   |
| 2005 | Казань          | Антон Иванов (Уфа)                    | Евгения Ламонова (Курская область)        | Павел Колобков (Москва)                   | Карина Азнавурян (Москва)             | Станислав Поздняков (Новосибирск)           | Софья Великая (Москва)                    |
| 2006 | Лобня           | Антон Иванов (Уфа)                    | Аида Шанаева (Москва)                     | Олег Скоробогатов (Московская область)    | Анна Буболева (Москва)                | Станислав Поздняков (Новосибирск)           | Софья Великая (Москва)                    |
| 2007 | Лобня           | Юрий Молчан (Санкт-Петербург)         | Юлия Хакимова (Москва)                    | Павел Колобков (Москва)                   | Анна Сивкова (Москва)                 | Станислав Поздняков (Новосибирск)           | Светлана Кормилицына (Московская область) |
| 2008 | Москва          | Артём Седов (Санкт-Петербург)         | Аида Шанаева (Москва)                     | Олег Скоробогатов (Московская область)    | Валентина Сабрекова (Москва)          | Алексей Якименко (Москва)                   | Софья Великая (Москва)                    |
| 2009 | Лобня           | Руслан Насибуллин (Уфа)               | Лариса Коробейникова (Ростовская область) | Алексей Тихомиров (Нижегородская область) | Любовь Шутова (Новосибирская область) | Вениамин Решетников (Новосибирская область) | Софья Великая (Москва)                    |
| 2010 | Йошкар-Ола      | Артём Седов (Санкт-Петербург)         | Юлия Бирюкова (Курская область)           | Олег Скоробогатов (Московская область)    | Яна Зверева (Москва)                  | Алексей Якименко (Москва)                   | Софья Великая (Москва)                    |
| 2011 | Пермь           | Реналь Ганеев (Московская область)    | Аида Шанаева (Москва)                     | Антон Авдеев (Московская область)         | Татьяна Логунова (Москва)             | Алексей Якименко (Москва)                   | Екатерина Дьяченко (Санкт-Петербург)      |
| 2012 | Владикавказ     | Алексей Черемисинов (Москва)          | Инна Дериглазова (Курская область)        | Денис Сидоров (Москва)                    | Татьяна Логунова (Москва)             | Алексей Якименко (Москва)                   | Яна Егорян (Московская область)           |
| 2013 | Йошкар-Ола      | Артём Седов (Санкт-Петербург)         | Юлия Бирюкова (Курская область)           | Игорь Турчин (Саратовская область)        | Анна Сивкова (Москва)                 | Вениамин Решетников (Новосибирская область) | Анна Илларионова (Москва)                 |
| 2014 | Лобня           | Тимур Сафин (Уфа)                     | Инна Дериглазова (Курская область)        | Сергей Ходос (Московская область)         | Любовь Шутова (Новосибирская область) | Алексей Якименко (Москва)                   | Яна Егорян (Московская область)           |
| 2015 | Владикавказ     | Тимур Сафин (Уфа)                     | Лариса Коробейникова (Ростовская область) | Антон Глебко (Московская область)         | Анна Сивкова (Москва)                 | Вениамин Решетников (Новосибирская область) | Юлия Гаврилова (Новосибирская область)    |
| 2016 | Омск            | Артур Ахматхузин (Московская область) | Юлия Бирюкова (Курская область)           | Сергей Ходос (Московская область)         | Анна Сивкова (Москва)                 | Камиль Ибрагимов (Москва)                   | Виктория Ковалёва (Московская область)    |
| 2017 | Арзамас         | Тимур Сафин (Уфа)                     | Инна Дериглазова (Курская область)        | Вадим Анохин (Москва)                     | Татьяна Логунова (Москва)             | Камиль Ибрагимов (Москва)                   | Ольга Никитина (Москва)                   |
| 2018 | Смоленск        | Тимур Сафин (Уфа)                     | Светлана Трипапина (Москва)               | Владимир Чичёв (Ленинградская область)    | Виолетта Колобова (Москва)            | Вениамин Решетников (Новосибирская область) | Светлана Шевелёва (Москва)                |
| 2019 | Сочи            | Антон Бородачёв (Самарская область)   | Инна Дериглазова (Курская область)        | Вадим Анохин (Москва)                     | Виолетта Колобова (Москва)            | Камиль Ибрагимов (Москва)                   | Ольга Никитина (Москва)                   |
| 2021 | Новосибирск     | Кирилл Бородачёв (Самарская область)  | Инна Дериглазова (Курская область)        | Сергей Бида (Москва)                      | Любовь Шутова (Новосибирская область) | Константин Лоханов (Саратовская область)    | София Позднякова (Новосибирская область)  |
| 2022 | Сочи            | Кирилл Бородачёв (Самарская область)  | Светлана Трипапина (Москва)               | Павел Сухов (Самарская область)           | Айзанат Муртазаева (Москва)           | Кирилл Тюлюков (Нижегорская область)        | София Позднякова (Новосибирская область)  |
| 2023 | Владикавказ     | Владислав Журавлев (Башкортостан)     | Анна Соловьёва (Московская область)       | Артём Саркисян (Санкт-Петербург)          | Айзанат Муртазаева (Москва)           | Камиль Ибрагимов (Москва)                   | Яна Егорян (Московская область)           |
| 2024 | Пермь           | Кирилл Бородачёв (Самарская область)  | Марта Мартьянова (Татарстан)              | Павел Бузинов (Москва)                    | Айзанат Муртазаева (Москва)           | Анатолий Костенко (Новосибирск)             | Ольга Никитина (Москва)                   |
| 2025 | Уфа             |                                       |                                           |                                           |                                       |                                             |                                           |